# أولديركو سيرغو
أولديركو سيرغو (بالإيطالية: Ulderico Sergo)‏ (4 يوليو 1913 – 20 فبراير 1967) هو ملاكم إيطالي راحل، مثّل بلاده في الألعاب الأولمبية الصيفية 1936.

## روابط خارجية
أولديركو سيرغو على موقع بوكس ريك (الإنجليزية) (registration required)
- أولديركو سيرغو على موقع أوليمبيديا (الإنجليزية)
- أولديركو سيرغو على موقع اللجنة الأولمبية الإيطالية (الإيطالية)